# メトロ文化財団
公益財団法人メトロ文化財団（メトロぶんかざいだん、英語: Metro Cultural Foundation）は、東京地下鉄株式会社（東京メトロ）のグループ関連財団。地下鉄博物館の運営などを行っている。
持分法適用関連会社に、はとバスがある。

## 沿革
1956年6月2日 財団法人地下鉄互助会設立
1986年7月12日 地下鉄博物館開業
2005年6月1日 財団法人メトロ文化財団に名称変更
2012年4月1日 公益財団法人に移行